# Żeleźno
Żeleźno (niem. Silesen) – wieś sołecka w Polsce położona w województwie zachodniopomorskim, w powiecie białogardzkim, w gminie Białogard. W latach 1975–1998 wieś należała do województwa koszalińskiego. W roku 2007 wieś liczyła 214 mieszkańców.

## Geografia
Wieś leży ok. 9 km na północny wschód od Białogardu, pomiędzy Kościernicą i miejscowością Białogórzyno. Wieś wielodrożnicowa, wśród pól i łąk.

## Historia
Wieś została założona ok. XVI wieku i składała się wtedy z około 16 gospodarstw rolnych. W 1632 panowała plaga ostrej i zaraźliwej choroby zakaźnej przewodu pokarmowego tzw. cholery. Choroba ta niemal że wyniszczyła całą wieś. Podczas wojny trzydziestoletniej mieszkańców wsi przeniesiono w okolice Koszalina, a wieś została zdewastowana. W następny okresie około roku 1867 wieś znów została osiedlona głównie przez rolników. Było wtedy około dwadzieścia gospodarstw oraz trzydzieści domów. Miejscowość liczyła w tym okresie 348 osób. W 1939 roku było 65 gospodarstw chłopskich o wielkości od 5 do 64 ha i dziesięć mniejszych, w których zamieszkiwało 361 osób. W tych latach we wsi istniało wiele zakładów rzemieślniczych oraz handlowych m.in.: szewski, stolarski, krawiecki, istniał również młyn i wiele innych, jak np. udzielanie pożyczek pieniężnych. Nauka szkolna odbywała się najpierw naprzemiennie w domach przez sprowadzonego nauczyciela, po czym została przeniesiona do wybudowanej szkoły. W latach od 1920 do 1945 w szkole uczyli tacy nauczyciele jak Münchow, Hoffstädt, Wittenburg i Baumann. W 1945 roku we wsi odbyła się bitwa, którą rozpoczęli Rosjanie, a wieś następnie została okupowana przez Polaków. Ludność tak samo jak w innych miejscowościach została deportowana i wygnana.

## Zabytki i ciekawe miejsca
We wsi stoi kamienny pomnik poświęcony mieszkańcom wsi poległym w I wojnie światowej, który znajduje się w kępie dębów przy wjeździe do wsi od strony Pomianowa. Pomnik pozbawiony jest tablicy, obok niego ustawione są dwa kamienie z datami 1914–1918 oraz 1870–1871.

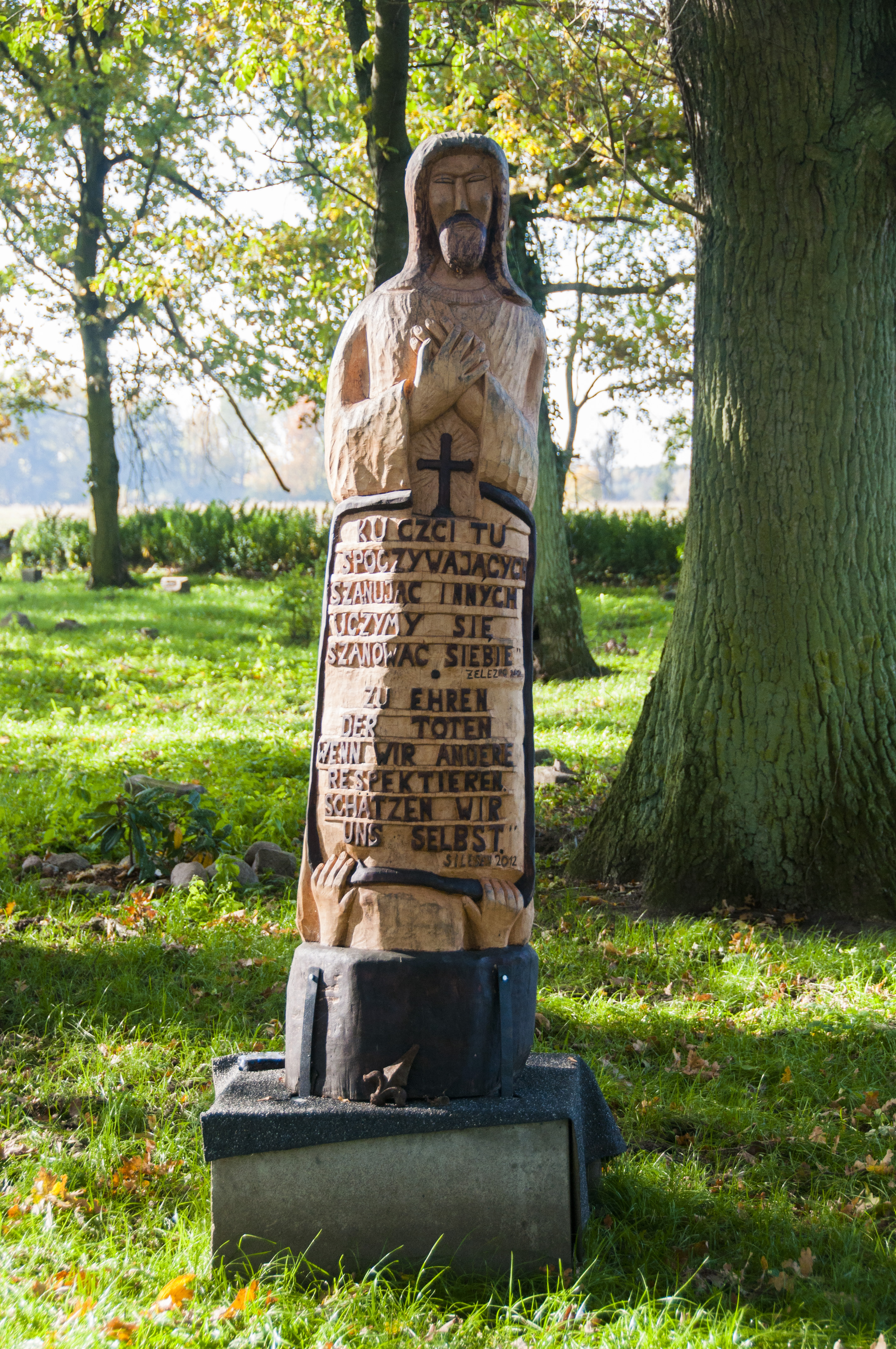
Pomnik na cmentarzu ewangelickim w Żeleźne, "Ku czci pochowanej ludności niemieckiej"

Przy wschodnim krańcu wsi znajduje się nieczynny cmentarz ewangelicki o pow. 0,80 ha z aleją lipową, ze szpalerem świerka, w runie rośnie bluszcz i konwalia majowa.
W roku 2012 mieszkanki Żeleźna pod przewodnictwem pani Zofii Dziubińskiej podjęły się renowacji wymienionego cmentarza. Cmentarz przeszedł gruntowe oczyszczanie, zostały powycinane zbędne chaszcze, usunięte ogromne ilości śmieci. Zostały również odnalezione w nie nagannym stanie nagrobne krzyże pochodzące z XIX wieku, kamienne pomniki które zostały odrestaurowane.
Na środkowej części cmentarza została postawiona drewniana rzeźba upamiętniająca pochowanych tam mieszkańców Silesen (dawnego Żeleźna). Na południowej części znajduje się lapidarium wybudowane przez mieszkańców Żeleźna, składające się z krzyży oraz płyt nagrobnych.
Podczas prac porządkowych w których towarzyszyły dzieci z danej wsi została odnaleziona metalowa kaseta, w której znajdowały się monety oraz banknoty z XIX wieku, całość znaleziska została oddana do Białogardzkiego muzeum.

## Gospodarka
Rolnicy zajmują się hodowlą bydła i trzody chlewnej.

## Kultura i sport
We wsi jest świetlica.

## Osoby związane z Żeleźnem
- Roman Jan Kubiak - artysta malarz, mieszka i pracuje

## Komunikacja
W miejscowości znajduje się przystanek komunikacji autobusowej.